# L'Arbresle
L'Arbresle este o comună în departamentul Rhône din sud-estul Franței. În 2009 avea o populație de 6.039 de locuitori.

## Evoluția populației
| An        | 1975  | 1982  | 1990  | 1999  | 2006  | 2009  |
| --------- | ----- | ----- | ----- | ----- | ----- | ----- |
| Populație | 4.038 | 4.784 | 5.199 | 5.777 | 6.020 | 6.039 |